# Marcus Smith
Marcus Sebastian Smith (Manila, 14 de febrero de 1999) es un rugbista británico-filipino, que se desempeña como apertura y juega en los Harlequins FC de la inglesa Premiership Rugby. Es internacional con Inglaterra desde 2021.
Fue seleccionado a los Leones Británicos e Irlandeses para la gira a Sudáfrica 2021.

## Biografía
Su padre es británico y su madre filipina. Empezó a jugar rugby de niño en los Centaurs RFC cuando su familia se mudó a Singapur. Llegó al Reino Unido a la edad de trece años, recibió una beca de deportes para el Brighton College y allí fue capitán del equipo.

## Carrera
En 2016 y con solo 17 años, jugó para la primera de los Harlequins en la Premiership Rugby Sevens Series.
En septiembre de 2017 hizo su debut profesional vistiendo la camiseta número 10 para la primera de los Harlequins, en el partido de liga London Double Header contra el London Irish y en el estadio de Twickenham. Dos semanas más tarde, Smith dio una actuación de Hombre del Partido contra los Wasps RFC, ayudando a terminar la racha de 20 victorias consecutivas del equipo local en el Ricoh Arena.
Comenzó en la final de la Premiership contra los Exeter Chiefs el 26 de junio de 2021, cuando Harlequins ganó el juego 40-38 en la final con mayor puntuación de la historia, que incluyó cuatro conversiones de Smith.

## Selección nacional
Fue incluido en la selección M20 inglesa para el Campeonato Mundial Juvenil de 2018 en Francia y anotó tries en los partidos de grupo contra Argentina e Italia. Inglaterra venció en las semifinales a los Baby Boks y cayó en la final ante Francia.

### La Rosa
Después de renunciar a la selección M20 para el mundial de 2019, hizo su debut con la Rosa el 2 de junio frente a los Barbarians; pero este no es un partido de prueba oficial. Smith anotó 26 puntos, incluyendo un try para la victoria 51–43 y resultó elegido Hombre del Partido por su rendimiento.
En julio de 2021 finalmente hizo su debut en una prueba oficial, contra los Estados Unidos; marcó 13 puntos, incluyendo un try y fue victoria 43–29. Una semana más tarde jugó ante Canadá e Inglaterra dio una paliza 70–14.
| Mundial                       | Sede    | Resultado  | PJ | Tries |
| ----------------------------- | ------- | ---------- | -- | ----- |
| Copa Mundial de Rugby de 2023 | Francia | 3er Puesto | 6  | 2     |

### Leones británicos e irlandeses
El 10 de julio fue llamado al equipo de los Leones Británicos e Irlandeses de 2021, como reemplazo del lesionado Finn Russell y una semana después hizo su debut. Jugó los 80 minutos contra los Stormers y convirtió exitosamente los siete tries para la victoria 3–49.

## Palmarés
- Campeón de la Premiership Rugby de 2020–21.